# Beate Sost-Scheible
Beate Sost-Scheible (* 1. April 1956) ist eine deutsche Juristin und war seit 2001 bis zum 31. Januar 2022 Richterin am Bundesgerichtshof.

## Leben
Sost-Scheible begann 1983 ihre juristische Karriere als Richterin auf Probe und Staatsanwältin am Amtsgericht Böblingen, der Staatsanwaltschaft Stuttgart und am Landgericht Stuttgart. 1986 wurde sie Staatsanwältin auf Lebenszeit bei der Staatsanwaltschaft Stuttgart. Sie wurde 1988 bis 1992 an das Amtsgericht Stuttgart abgeordnet und war dort zunächst am Familiengericht und dann als Strafrichterin tätig. Von 1993 bis 1996 war sie als wissenschaftliche Mitarbeiterin an den Bundesgerichtshof abgeordnet, um dann an das Oberlandesgericht Stuttgart abgeordnet zu werden. Im März 1997 erfolgte die Ernennung zur Richterin am Oberlandesgericht Stuttgart. Am Oberlandesgericht in Stuttgart wurde sie in einem Strafsenat eingesetzt und war schließlich stellvertretende Vorsitzende des Senats.
Am 5. September 2001 wurde sie zur Richterin am Bundesgerichtshof ernannt und gehörte dort dem 3. Strafsenat des Bundesgerichtshofs an. Der 3. Strafsenat befasst sich vor allem mit Staatsschutzdelikten. Seit September 2005 war sie außerdem erste Vertreterin des Pressesprechers des Bundesgerichtshofes. Ende 2005 war sie als Nachfolgerin von Generalbundesanwalt Kay Nehm im Gespräch. Am 25. Juni 2013 erfolgte die Ernennung zur Vorsitzenden Richterin. Das Präsidium des Bundesgerichtshofes übertrug ihr den Vorsitz im 4. Strafsenat, der unter anderem allein für Revisionen in Verkehrsstrafsachen zuständig ist.